# Agrostis matrella
Agrostis matrella é uma espécie de gramínea do gênero Agrostis, pertencente à família Poaceae.